# Bruno Bianco Leal
Bruno Bianco Leal (Marília, 9 de janeiro de 1982) é um advogado brasileiro. Foi membro da Advocacia-Geral da União de 2008 a 2023, na carreira de procurador federal, e exerceu o cargo de advogado-geral da União de 6 de agosto de 2021 a 31 de dezembro de 2022, durante o governo Jair Bolsonaro.

## Carreira
Graduou-se em direito em 2005 pelo Centro Universitário Eurípides de Marília (Univem) e concluiu o mestrado em 2017 pela Universidade de Marília (Unimar).
Ingressou na Advocacia-Geral da União (AGU) como procurador federal em 2008 e foi procurador-chefe da seccional da Procuradoria Federal Especializada junto ao Instituto Nacional do Seguro Social (INSS), em Marília, no interior de São Paulo, bem como procurador regional da PFE-INSS nos estados de São Paulo e Mato Grosso do Sul.
Atuou como assessor da Casa Civil durante o governo Michel Temer, tendo auxiliado na formulação da reforma da previdência. No governo Jair Bolsonaro, foi secretário especial adjunto de Previdência e Trabalho do Ministério da Economia a partir de janeiro de 2019, e em julho de 2021 foi nomeado secretário-executivo do Ministério do Trabalho e Previdência.
No dia 6 de agosto de 2021, foi nomeado advogado-geral da União pelo presidente Jair Bolsonaro, sucedendo André Mendonça e exercendo o cargo até o término do governo de Bolsonaro, em 31 de dezembro de 2022.
Em janeiro de 2023, pediu exoneração do cargo de procurador federal e foi contratado para a função de gerente sênior de relacionamento do banco BTG Pactual.